# Фленс, Рик
Рик Фленс (нидерл. Rick Flens; род. 11 апреля 1983 года в Зандаме, Нидерланды) — бывший нидерландский профессиональный шоссейный велогонщик. Трёхкратный призёр чемпионата Нидерландов в индивидуальной гонке.

## Достижения
2006
2-й Тур Пуату — Шаранты
1-й Этап 4
3-й Тур Олимпии
1-й Пролог
1-й Этап 3 Тур Соммы
2007
1-й Этап 5 Тур Дании
Чемпионат Нидерландов
3-й  Индивидуальная гонка
2009
Чемпионат Нидерландов
3-й  Индивидуальная гонка
2010
2-й Кюрне — Брюссель — Кюрне
2011
8-й Три дня Де-Панне
2014
Чемпионат Нидерландов
8-й Индивидуальная гонка
2015
Чемпионат Нидерландов
2-й  Индивидуальная гонка

## Статистика выступлений

### Гранд-туры
| Гонка           | 2010 | 2011 | 2012 | 2013 | 2014 | 2015 |
| --------------- | ---- | ---- | ---- | ---- | ---- | ---- |
| Джиро д'Италия  | 135  | 154  | —    | —    | 132  | 144  |
| Тур де Франс    | —    | —    | —    | —    | —    | —    |
| Вуэльта Испании | —    | —    | —    | —    | —    | —    |

| — | Не участвовал |